# Edgardo I d'Inghilterra
Edgardo, detto il Pacifico (943 o 944 – Winchester, 8 luglio 975), è stato re degli Inglesi dal 959 al 975; è venerato come santo dalla Chiesa cattolica e dalla Comunione anglicana.

## Biografia

### La vita
Fu il più giovane figlio del re Edmond I. Volle il soprannome il Pacifico, ma di fatto fu un re più forte di suo fratello maggiore, Eduino, infatti conquistò i regni di Mercia e di Northumbria nel 958. Edgardo venne acclamato Re del nord dal conclave dei nobili di Mercia nel 958, ma ufficialmente la successione avvenne quando il fratello morì nell'ottobre del 959. Immediatamente Edgardo richiamò Dunstano dall'esilio e lo fece diventare vescovo di Worcester, dopo vescovo di Londra ed infine arcivescovo di Canterbury. Dunstano aveva rifiutato di incoronare Edwing perché disapprovava il suo stile di vita, e secondo delle storie popolari aveva come amante una certa Wulfthryth (diventata dopo monaca di Wilton), che gli diede una figlia, Eadgyth, nel 961. Dunstano fu uno dei principali consiglieri di Edgardo fino alla fine del suo regno.

### Un grande regno
Il regno di Edgardo è stato pacifico ed è giusto dire che è riuscito a creare il primo vero regno Anglo-Sassone. Anche se altri predecessori si affibbiarono il titolo di fondatori "d'Inghilterra", Edgardo consolidò tutto questo. Alla fine del suo regno erano poche le possibilità che questo si sciogliesse.
Il Movimento di Riforma Monastica che aveva ristabilito le regole di San Benedetto alle comunità indisciplinate dell'Inghilterra, vide in questo periodo un grande splendore. Tuttavia gli storici sono molto dibattuti sull'importanza e i limiti del movimento.

### La cerimonia d'incoronazione
Edgardo venne incoronato a Bath, ma non prima del 973, in una cerimonia imperiale vista non come inizio ma come culmine del suo regno, anche per invitare molti rappresentanti delle varie casate ed iniziare una forte diplomazia. Questa festa, ideata da Dunstan, che celebrò l'evento con un poema inserito nelle Cronaca anglosassone, costituisce l'attuale base della cerimonia di incoronazione. Il simbolo dell'incoronazione è un passo importante: tutti i re dell'Inghilterra vennero a legarsi con Edgardo poco tempo dopo. Sei re della Gran Bretagna, compresi quelli di Scozia e Strathclyde, hanno impegnato la loro fede, diventando signori del re sul mare e sulla terra. Le cronache dicono che successivamente si trasformarono in otto, che remarono sulla barca di Edgardo sul fiume Dee. Tale fatto non è sicuro, ma le date e i profili della sottomissione di Chester sembra che siano corretti.

### La morte
Morì l'8 luglio 975, a Winchester, e fu sepolto nell'abbazia di Glastonbury. Il suo successore fu Edoardo II d'Inghilterra, detto il Martire.
Dal regno di Edgardo alla conquista normanna non ci fu una successione che non venne contestata. Iniziò una fase che si concluse con la conquista nell'XI secolo da parte dei danesi nel 1016 e dei normanni nel 1066.

## Culto
Sant'Edgardo il Pacifico è venerato come santo dalla Chiesa cattolica e dalla Comunione anglicana che ne celebrano la Memoria liturgica l'8 luglio.

## Discendenza
Edgardo il pacifico sposò nel 964 (o nel 965) Elfrida d'Inghilterra (Ælfthryth) dalla quale ebbe:
- Edmund (†970 circa)
- Etelredo, che successe al fratellastro Edoardo sul trono d'Inghilterra.

Ebbe inoltre sicuramente almeno due figli illegittimi nati prima del matrimonio:
- Edoardo, figlio di Etelfleda (Æthelflæd), che gli successe sul trono inglese alla sua morte e che morì assassinato
- Editta (Edith), figlia di Vulfrida (Wulfryth),[2] che si fece monaca giovanissima presso l'Abbazia di Wilton nello Wiltshire, ove la madre era badessa, ed è venerata come santa

## Ascendenza
|                       |   |                   | Genitori        |  |  | Nonni |  |  | Bisnonni          |  |  | Trisnonni            |  |
|                       |   |                   |                 |  |  |       |  |  | Alfredo il Grande |  |  | Etelvulfo del Wessex |  |
|                       |   |                   |                 |  |  |       |  |  | Alfredo il Grande |  |  | Etelvulfo del Wessex |  |
|                       |   | Osburga           |                 |  |  |       |  |  | Alfredo il Grande |  |  |                      |  |
| Edoardo il Vecchio    |   |                   |                 |  |  |       |  |  | Alfredo il Grande |  |  |                      |  |
|                       |   | Ealhswith         | Aethelred Mucil |  |  |       |  |  |                   |  |  |                      |  |
|                       |   | Ealhswith         | Aethelred Mucil |  |  |       |  |  |                   |  |  |                      |  |
|                       |   | Ealhswith         | Eadburh         |  |  |       |  |  |                   |  |  |                      |  |
| Edmondo il Vecchio    |   | Ealhswith         |                 |  |  |       |  |  |                   |  |  |                      |  |
|                       |   | Sigehelm del Kent | …               |  |  |       |  |  |                   |  |  |                      |  |
|                       |   | Sigehelm del Kent | …               |  |  |       |  |  |                   |  |  |                      |  |
|                       |   | Sigehelm del Kent | …               |  |  |       |  |  |                   |  |  |                      |  |
| Edgiva di Kent        |   | Sigehelm del Kent |                 |  |  |       |  |  |                   |  |  |                      |  |
|                       |   | …                 | …               |  |  |       |  |  |                   |  |  |                      |  |
|                       |   | …                 | …               |  |  |       |  |  |                   |  |  |                      |  |
|                       |   | …                 | …               |  |  |       |  |  |                   |  |  |                      |  |
| Edgardo il Pacifico   |   | …                 |                 |  |  |       |  |  |                   |  |  |                      |  |
|                       | … | …                 |                 |  |  |       |  |  |                   |  |  |                      |  |
|                       | … | …                 |                 |  |  |       |  |  |                   |  |  |                      |  |
|                       | … | …                 |                 |  |  |       |  |  |                   |  |  |                      |  |
| …                     | … |                   |                 |  |  |       |  |  |                   |  |  |                      |  |
|                       |   | …                 | …               |  |  |       |  |  |                   |  |  |                      |  |
|                       |   | …                 | …               |  |  |       |  |  |                   |  |  |                      |  |
|                       |   | …                 | …               |  |  |       |  |  |                   |  |  |                      |  |
| Elgiva di Shaftesbury |   | …                 |                 |  |  |       |  |  |                   |  |  |                      |  |
|                       |   | …                 | …               |  |  |       |  |  |                   |  |  |                      |  |
|                       |   | …                 | …               |  |  |       |  |  |                   |  |  |                      |  |
|                       |   | …                 | …               |  |  |       |  |  |                   |  |  |                      |  |
| …                     |   | …                 |                 |  |  |       |  |  |                   |  |  |                      |  |
|                       |   | …                 | …               |  |  |       |  |  |                   |  |  |                      |  |
|                       |   | …                 | …               |  |  |       |  |  |                   |  |  |                      |  |
|                       |   | …                 | …               |  |  |       |  |  |                   |  |  |                      |  |
|                       |   | …                 |                 |  |  |       |  |  |                   |  |  |                      |  |